# Acartia lilljeborgii
Acartia lilljeborgii är en kräftdjursart som beskrevs av Giesbrecht 1889. Acartia lilljeborgii ingår i släktet Acartia och familjen Acartiidae. Inga underarter finns listade i Catalogue of Life.